# Мільнер Рафаїл Ісайович
Рафаїл Ісайович Мільнер (нар. 20 грудня 1910 — †4 липня 1979) — учасник Другої світової війни, заступник командира 32-го гвардійського стрілецького полку, 12-ї гвардійської Пінської стрілецької дивізії,  61-ї Армії,  Центрального фронту,  Герой Радянського Союзу,  гвардії полковник. 

## Життєпис
Народився Монастирищі (нині — Черкаська область, Україна),  в сім'ї робітника. Єврей. Член ВКП(б) з 1932 року. Закінчив робітфак і комуністичний вуз. Перебував на партійній і профспілковій роботі в Сталінграді. 
У 1936 році був призваний до Червоної Армії. У 1941 році закінчив Військово-політичну академію. У боях Німецько-радянської війни — з липня 1941 року у складі підрозділу військ Центрального фронту.
З грудня 1941 року — на посаді комісара полку, з січня 1942 року воював у складі 32-го гвардійського стрілецького полку 12-ї гвардійської стрілецької дивізії. У складі полку брав участь в обороні Москви, в наступальних боях по розгрому німецького угруповання, яка намагалася взяти Москву, в боях за визволення Калуги, Болхова, Орла. 
Особливо відзначився при форсуванні Дніпра. У вересні 1943 року 32-й гвардійський стрілецький полк в авангарді 61-ї армії форсував Дніпро біля містечка Любеч, Чернігівської області і протягом декількох днів утримував захоплений плацдарм.
6 жовтня 1943 гвардії підполковник Р.І. Мільнер в боях на плацдармі в районі села Глушець, Лоєвського району, Гомельської області у складних обставинах замінив пораненого командира полку. Протягом декількох днів полк розширив плацдарм, поліпшив свої позиції і дав можливість частинам дивізії переправитися через Дніпро.
Влітку 1944 року, після закінчення курсів «Выстрел», був призначений командиром 37-го гвардійського стрілецького полку, який брав участь у боях за визволення Риги, Польщі, вів бої на території Німеччини, на штеттинському напрямку, форсував річку Одер.
Після закінчення Другої світової війни продовжив службу в Групі радянських військ у Німеччині.  Пізніше командував частинами в Київському військовому окрузі. З 1960 року полковник Р.І. Мільнер — перебував в запасі.
Мешкав у Харкові. Був викладачем у Харківському інституті громадського харчування. 
Помер 4 липня 1979 року. Похований на кладовищі № 2 у Харкові.

## Нагороди

Меморіальна дошка у Харкові (демонтована 28.05.2025

Указом Президії Верховної Ради СРСР від 15 січня 1944 року за мужність і героїзм, проявлені при форсуванні Дніпра і утриманні плацдарму на його правому березі гвардії підполковнику Мільнеру Рафаїлу Ісайовичу присвоєно звання Героя Радянського Союзу з врученням ордена Леніна і медалі «Золота Зірка» (№ 2807).
Нагороджений двома орденами Червоного Прапора, орденами Олександра Невського, Вітчизняної війни 2-го ступеня, двома орденами Червоної Зірки, медалями.